# Evaristo Muñoz

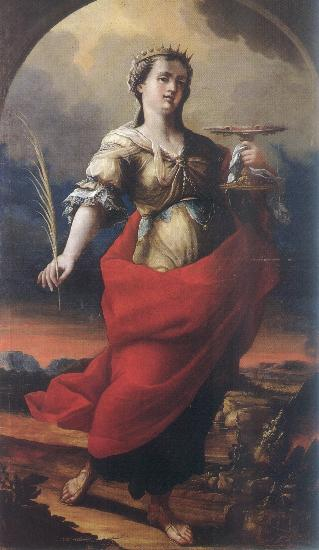
Santa Lucía, óleo sobre lienzo, Valencia, Ermita de Santa Lucía.

Evaristo Muñoz Estalrich (Valencia, 1684-1737) fue un pintor barroco español de novelada biografía, seguidor de las corrientes decorativas introducidas en Valencia por Antonio Palomino, aunque al hacerlo no se desprenda por completo de la coloración terrosa propia de la tradición valenciana.

## Biografía
Según Ceán Bermúdez, que lo supone nacido en 1671, estudió con Juan Conchillos y, aunque no alcanzó la corrección en el dibujo, logró fama por lo vivo de su ingenio y no solo en pintura, pues era notable también en la danza, las representaciones teatrales y la esgrima. 
Se trasladó a Palma de Mallorca en 1709 para pintar en la capilla de la comunión del convento de San Francisco y allí contrajo matrimonio con una mujer que se decía viuda de un cautivo en Argel. Pronto se supo que el primer marido vivía y Muñoz hubo de regresar a Valencia, pasando por Ibiza donde se encontró con él, aunque no hablasen de lo ocurrido. De regreso a Valencia sentó plaza de soldado, preciándose de espadachín, sin abandonar la pintura. Todavía una segunda vez podría haber contraído matrimonio nulo, al casar con la viuda de un militar que se decía muerto en Mesina o en Catania. Escarmentado de las viudas, según Ceán, casó por tercera vez con una doncella, María Teresa Llacer, que le sobrevivió cincuenta años. 
Tras el tercer matrimonio se estableció definitivamente en Valencia, dedicado a la pintura y a su enseñanza, para lo que mantuvo abierta academia en su casa. Falleció en Valencia en 1737 y fue enterrado en la parroquia de San Andrés. Entre los que recibieron clases de dibujo en su academia se recuerda a Ignacio Vergara, Isidoro de Tapia, Hipólito Rovira o Cristóbal Valero.

## Obra
De su abundante producción se conservan los cuadros que representan el Banquete de Wenceslao de Luxemburgo y el Martirio de San Juan Nepomuceno, encastrados en barrocas orlas en el muro de la capilla de San Juan Nepomuceno en la iglesia de San Juan de la Cruz de Valencia, antigua iglesia de San Andrés; el lienzo bocaporte o velo del primitivo retablo mayor de la desaparecida iglesia del convento de los dominicos, actualmente en la capilla de San Vicente Ferrer de la iglesia de Santo Domingo, firmado y fechado en 1730; dos historias dominicas de la misma procedencia (Santo Tomás de Aquino invitado a la mesa de san Luis rey de Francia, firmado y fechado en 1729, y Aparición de San Agustín y santo Tomás de Aquino al beato Reginaldo), de concepción abigarrada, depositadas por el Museo de Bellas Artes de Valencia en el Monasterio del Puig, y la imagen de la santa titular de la ermita de Santa Lucía, además del muy convencional retrato del arzobispo Antonio Folch de Cardona pintado a la muerte del obispo (1724) para la Sala Capitular de la catedral. 
Últimamente, tras su restauración en 2010, se le han atribuido cuatro lienzos de la infancia de Jesús (Natividad, Adoración de los Magos, Huida a Egipto y Sagrada Familia en el taller del carpintero) depositados en el Museo de Bellas Artes de Valencia con los fondos de los bienes desamortizados, que, tras su incorporación al museo en 1847, habían sido inventariados como «copias de Jordán», permaneciendo ignorados desde entonces.